# Bretteville
Bretteville település Franciaországban, Manche megyében. Lakosainak száma 1006 fő (2022. január 1.). Bretteville Maupertus-sur-Mer, Digosville és Gonneville-le-Theil községekkel határos.

## Népesség
A település népességének változása:
| Lakosok száma | 455  | 680  | 1008 | 1018 | 1076 | 1089 | 1074 | 1037 | 1027 | 1006 |
|               | 1968 | 1982 | 1990 | 2006 | 2013 | 2015 | 2017 | 2019 | 2020 | 2022 |